# George Eric Fairbairn
George Eric Fairbairn (ur. 18 sierpnia 1888 w Melbourne, zm. 20 czerwca 1915 w Bailleul) – brytyjski wioślarz i wojskowy, srebrny medalista olimpijski.
Wystąpił na igrzyskach olimpijskich w Londynie w 1908 roku, gdzie razem z Philipem Verdonem zdobył srebrny medal w dwójkach bez sternika. Na tej samej imprezie został zgłoszony do startu w ósemkach, jednak ostatecznie nie wystartował.
Uczęszczał do Eton College, następnie studiował na Jesus College University of Cambridge. Brał udział w The Boat Race w 1908 roku, kiedy Cambridge wygrało z Oksfordem.
Podczas I wojny światowej służył w 10 Batalionie Piechoty Lekkiej Durham w stopniu podporucznika. Zmarł w wyniku odniesionych ran podczas walk na froncie zachodnim w okolicach Bailleul. Pośmiertnie odznaczony Gwiazdą 1914–15, Medalem Wojennym Brytyjskim i Medalem Zwycięstwa.